# Berżniki
Berżniki – wieś w Polsce, położona w województwie podlaskim, w powiecie sejneńskim, w gminie Sejny na Pojezierzu Suwalskim. 
| SIMC    | Nazwa         | Rodzaj    |
| ------- | ------------- | --------- |
| 1011945 | Liszkowo Duże | część wsi |
| 1011951 | Liszkowo Małe | część wsi |

Dawniej miasto królewskie lokowane w 1551 roku przez Bonę Sforzę, położone było w końcu XVIII wieku w starostwie niegrodowym berżnickim w powiecie grodzieńskim województwa trockiego. Zdegradowane po 1810 roku. 

## Historia
- I połowa XV wieku – najstarsze dane dotyczące miejscowości[10]
- I połowa XVI wieku – założenie dworu przez Jurewicza Paca
- 1547–1557 – założenie miasta przez królową Bonę
- 1559 – prawa miejskie
- koniec XVI wieku – siedziba starostwa niegrodowego
- II połowa XVII wieku – zniszczenie miasta podczas wojen szwedzkich
- 1795 – w zaborze pruskim
- 1807 – w Księstwie Warszawskim
- po 1810 – utrata praw miejskich
- 1815 – w Królestwie Polskim
- 1919 – w granicach Polski
- 22 sierpnia 1920 – rozegrała się tu bitwa niemeńska – druga co do ważności i wielkości w czasie wojny polsko-sowieckiej, przesądziła o ostatecznym kształcie polskiej granicy wschodniej
- W 1929 r. była tu siedziba gminy Berżniki, powiat Suwałki. Mieszkało tu 323 osoby. Majątek ziemski posiadał tu Wiktor Czarkowski (58 mórg), Stanisław Leszczyński wraz z Bolesławem Skorupskim (842), Dominik Wołągiewicz (65). Była jedna piwiarnia, dwa sklepy spożywcze i jeden z wyrobami tytoniowymi. We wsi było trzech cieśli, kołodziej, trzech kowali, krawiec i stolarz[11].
- W latach 1973–1976 miejscowość była siedzibą gminy Berżniki. W latach 1975–1998 miejscowość administracyjnie należała do województwa suwalskiego.

## Zabytki
Do rejestru zabytków Narodowego Instytutu Dziedzictwa wpisane są następujące obiekty:
- zespół kościoła parafialnego (nr rej.: 12 z 17.02.1979):
  - drewniany kościół parafialny Wniebowzięcia NMP z 1819
  - dwie dzwonnice drewniane, połowa XIX w.
  - dwie kaplice murowano-drewniane, połowa XIX w.
  - ogrodzenie z bramą, koniec XIX w.
  - plebania drewniana, początek XX w. (nr rej.: 113 z 29.04.1958)
- cmentarz rzymskokatolicki, 1. połowa XIX w. (nr rej.: 678 z 26.08.1989)
- klasycystyczna kaplica cmentarna, ob. Kaplica Pamięci Narodowej, 1846 (nr rej. A-77 z 22.04.2004)
- cmentarz wojenny żołnierzy niemieckich i rosyjskich z I wojny światowej (nr rej.: 324 z 10.03.1983)

Inne obiekty:
- granitowy pomnik o kształcie krzyża Virtuti Militari ku czci poległych w tzw. boju sejneńskim 22–23 sierpnia 1920, postawiony w 2001
- na cmentarzu pomnik poświęcony żołnierzom armii poległym w litewskiej w bitwie niemeńskiej w 1920
- pomnik ku czci 20 Polaków straconych przez hitlerowców w 1944
- pomnik przyrody: jesion wysokości 18 m (za cmentarzem)
- wzgórze zamkowe, pozostałość po zamku królowej Bony[13]

## Przejście graniczne
W okresie międzywojennym stacjonowała tu strażnica Korpusu Ochrony Pogranicza.
Znajduje się tutaj także drogowe przejście graniczne na Litwę w kierunku Kopciowa. 

## Osoby związane z Berżnikami
- Marian Piekarski (1927–1946) – urodzony w Berżnikach żołnierz AK, AKO i WiN, ofiara represji stalinowskich[15].